# NGC 3858
NGC 3858 (NGC 3866) je spiralna galaktika u zviježđu Peharu. Naknadno je utvrđeno da je NGC 3866 ista galaktika.

## Vanjske poveznice
- (eng.) SEDS: NGC 3858
- (eng.) Revidirani Novi opći katalog
- (eng.) Izvangalaktička baza podataka NASA-e i IPAC-a
- (eng.) Astronomska baza podataka SIMBAD
- (eng.) VizieR